# Victor Brien
Victor Brien (Ensival, 8 april 1876 - Brussel, 25 november 1959) was een Belgisch geoloog die carrière maakte als universiteitsprofessor, ingenieur, industrieel en koloniaal zakenman.

## Levensloop
Victor Brien behaalde zijn universitaire diploma's in Luik, die van burgerlijk ingenieur in de mijnbouw in 1900 en die van geologisch ingenieur in 1902. In 1910 werd hij benoemd tot professor aan de Université libre de Bruxelles (ULB) waar hij achtereenvolgens een cursus mijnbouw en vervolgens toegepaste geologie gaf. Vanaf 1910 was hij nauw betrokken bij de industrialisatie van Belgisch Congo via zijn activiteit bij het koloniale mijnbedrijf Simkat, Société Industrielle et Minière du Katanga, en de dochterondernemingen van Simkat, met name Sermikat (Société d’exploitation et de recherches au Katanga), Cimenkat (Ciments du Katanga) en Trabeka (Travaux en Béton au Katanga). In 1937 stopte hij met onderwijs om zich uitsluitend toe te leggen op zijn financieel-economische werkzaamheden in Belgisch-Congo. Victor Brien behoorde ook tot de zogenaamde pioniers van Kongo-Vrijstaat omdat hij in 1906 een mijnbouwonderzoeksmissie uitvoerde in Mayumbe.

## Fonds Victor Brien ('Fondation V. Brien')
Toen Victor Brien in 1937 zijn universitaire leerstoel verliet, creëerde hij met zijn riante koloniale inkomsten een fonds en schonk het aan de ULB.  In 1936 kocht Victor Brien het domein Lembeekbos in Lembeek en liet er een kasteel bouwen. Na zijn dood kwam het zogenaamd Kasteel Brien en het Lembeekbos in het bezit van de U.L.B. die het gebruikt als wetenschappelijk onderzoeksdomein. De voornaamste wilsbeschikking van Victor Brien hield onder meer in dat: "het domein ongeschonden zou bewaard blijven; de inkomsten ervan zouden gebruikt worden voor het behoud van het domein in een onberispelijke staat; het bezit van het domein zou bijdragen tot de wetenschappelijke uitstraling van de universiteit en het realiseren van educatieve doeleinden." 

## Koloniale sporen

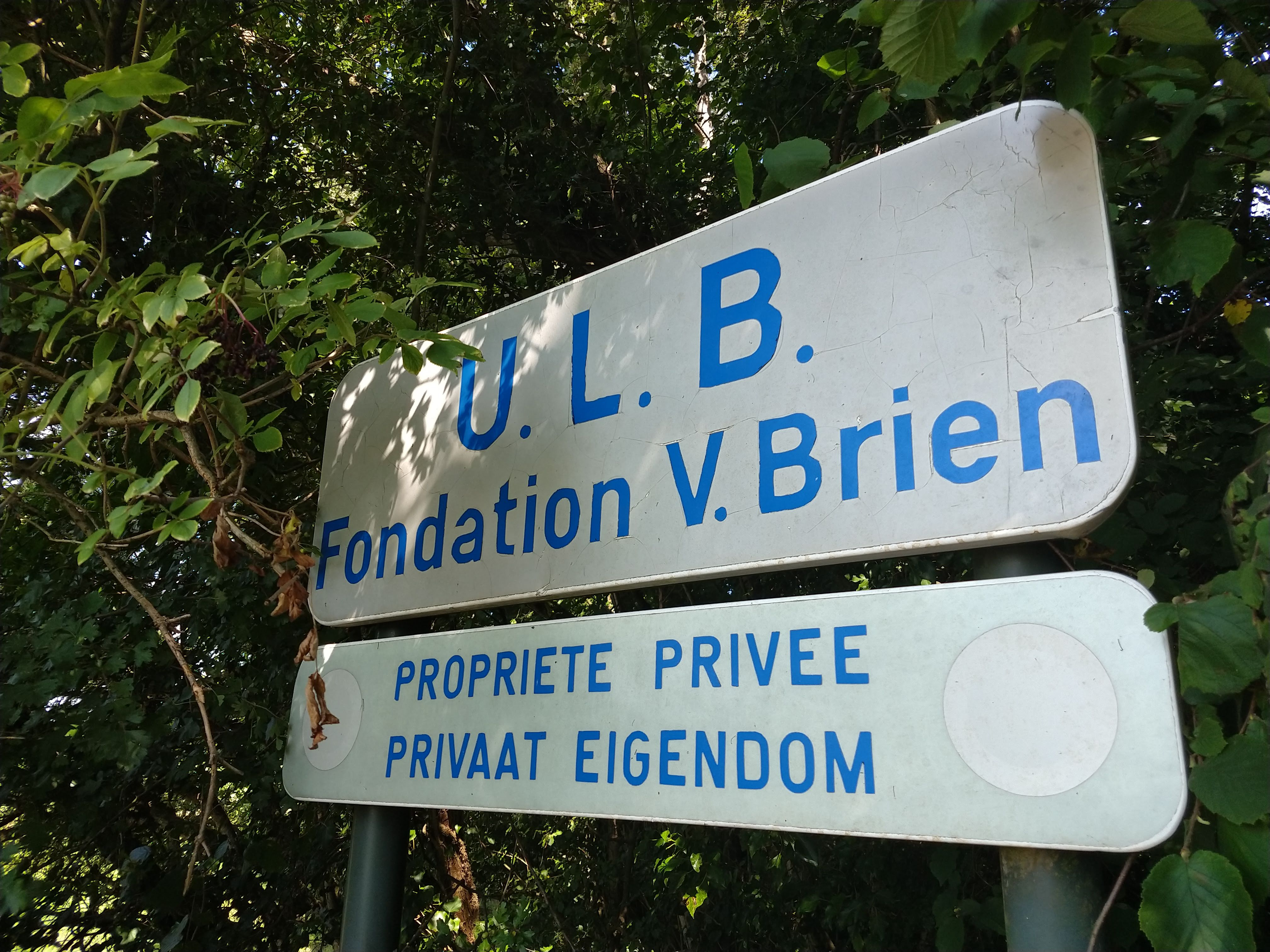
Lembeekbos met bijbehorend kasteel Brien.

Het domein van Victor Brien is opgenomen in het parcours van de koloniale sporen in Halle. De figuur Victor Brien is een voorbeeld van de wetenschapper als instrument van het koloniale project. Bij de kolonisatie van Congo ging wetenschappelijke exploratie hand in hand met de economische exploitatie.